# Hockey su ghiaccio ai XXI Giochi olimpici invernali - Torneo maschile
Il torneo maschile di hockey su ghiaccio alle Olimpiadi invernali 2010 si è tenuto a Vancouver, Columbia Britannica, Canada, dal 16 al 28 febbraio 2010.

## Squadre partecipanti
| Gruppo A                             | Gruppo B                             | Gruppo C                              |
| ------------------------------------ | ------------------------------------ | ------------------------------------- |
| Canada Stati Uniti Svizzera Norvegia | Russia Rep. Ceca Slovacchia Lettonia | Svezia Finlandia Bielorussia Germania |

## Turno Preliminare

### Gruppo A
| Squadre     | Punti | PG | V | VOT | POT | P | GF | GS | DG  |
| ----------- | ----- | -- | - | --- | --- | - | -- | -- | --- |
| Stati Uniti | 9     | 3  | 3 | 0   | 0   | 0 | 14 | 5  | +9  |
| Canada      | 5     | 3  | 1 | 1   | 0   | 1 | 14 | 7  | +7  |
| Svizzera    | 3     | 3  | 0 | 1   | 1   | 1 | 8  | 10 | -2  |
| Norvegia    | 1     | 3  | 0 | 0   | 1   | 2 | 5  | 19 | -14 |

Legenda: PG = partite giocate; V = vittorie conseguite nei tempi regolamentari; VOT= vittorie conseguite ai tempi supplementari o ai rigori; POT = sconfitte subite ai tempi supplementari o ai rigori; P = sconfitte subite nei tempi regolamentari; GF = reti segnate; GS = reti subite
| Vancouver 16 febbraio 2010, ore 12:00 UTC-8 | Stati Uniti | 3 – 1 (1-0; 3-0) referto | Svizzera | Canada Hockey Place (16.706 spett.) |

| Vancouver 16 febbraio 2010, ore 16:30 UTC-8 | Canada | 8 – 0 (0-0; 3-0) referto | Norvegia | Canada Hockey Place (16.652 spett.) |

| Vancouver 18 febbraio 2010, ore 12:00 UTC-8 | Stati Uniti | 6 – 1 (2-0; 3-1) referto | Norvegia | Canada Hockey Place |

| Vancouver 18 febbraio 2010, ore 16:30 UTC-8 | Svizzera | 2 – 3 SO (0-1; 2-2; 2-2; 2-2; 0/4, 1/4) referto | Canada | Canada Hockey Place |

| Vancouver 20 febbraio 2010, ore 12:00 UTC-8 | Norvegia | 4 – 5 TS (1-1; 3-3; 4-4) referto | Svizzera | Canada Hockey Place |

| Vancouver 21 febbraio 2010, ore 16:45 UTC-8 | Canada | 3 – 5 (1-2; 2-3) referto | Stati Uniti | Canada Hockey Place |

### Gruppo B
| Squadre    | Punti | PG | V | VOT | POT | P | GF | GS | DG  |
| ---------- | ----- | -- | - | --- | --- | - | -- | -- | --- |
| Russia     | 7     | 3  | 2 | 0   | 1   | 0 | 13 | 6  | +7  |
| Rep. Ceca  | 6     | 3  | 2 | 0   | 0   | 1 | 10 | 7  | +3  |
| Slovacchia | 5     | 3  | 1 | 1   | 0   | 1 | 9  | 4  | +5  |
| Lettonia   | 0     | 3  | 0 | 0   | 0   | 3 | 4  | 19 | -15 |

Legenda: PG = partite giocate; V = vittorie conseguite nei tempi regolamentari; VOT= vittorie conseguite ai tempi supplementari o ai rigori; POT = sconfitte subite ai tempi supplementari o ai rigori; P = sconfitte subite nei tempi regolamentari; GF = reti segnate; GS = reti subite
| Vancouver 16 febbraio 2010, ore 21:00 UTC-8 | Russia | 8 – 2 (3-0; 4-0) referto | Lettonia | Canada Hockey Place (16.652 spett.) |

| Vancouver 17 febbraio 2010, ore 21:00 UTC-8 | Rep. Ceca | 3 – 1 (1-0; 3-1) referto | Slovacchia | Canada Hockey Place |

| Vancouver 18 febbraio 2010, ore 21:00 UTC-8 | Slovacchia | 2 – 1 SO (0-0; 0-1, 1-1; 1-1, 2/7, 1/7) referto | Russia | Canada Hockey Place |

| Vancouver 19 febbraio 2010, ore 16:30 UTC-8 | Rep. Ceca | 5 – 2 (3-0; 4-2) referto | Lettonia | Canada Hockey Place |

| Vancouver 20 febbraio 2010, ore 16:30 UTC-8 | Lettonia | 0 – 6 (0-3; 0-5) referto | Slovacchia | Canada Hockey Place |

| Vancouver 21 febbraio 2010, ore 12:00 UTC-8 | Russia | 4 – 2 (1-1; 2-1) referto | Rep. Ceca | Canada Hockey Place |

### Gruppo C
| Squadre     | Punti | PG | V | VOT | POT | P | GF | GS | DG |
| ----------- | ----- | -- | - | --- | --- | - | -- | -- | -- |
| Svezia      | 9     | 3  | 3 | 0   | 0   | 0 | 9  | 2  | +7 |
| Finlandia   | 6     | 3  | 2 | 0   | 0   | 1 | 10 | 4  | +6 |
| Bielorussia | 3     | 3  | 1 | 0   | 0   | 2 | 8  | 12 | -4 |
| Germania    | 0     | 3  | 0 | 0   | 0   | 3 | 3  | 12 | -9 |

Legenda: PG = partite giocate; V = vittorie conseguite nei tempi regolamentari; VOT= vittorie conseguite ai tempi supplementari o ai rigori; POT = sconfitte subite ai tempi supplementari o ai rigori; P = sconfitte subite nei tempi regolamentari; GF = reti segnate; GS = reti subite
| Vancouver 17 febbraio 2010, ore 12:00 UTC-8 | Finlandia | 5 – 1 (2-0; 3-1) referto | Bielorussia | Canada Hockey Place |

| Vancouver 17 febbraio 2010, ore 16:30 UTC-8 | Svezia | 2 – 0 (0-0; 2-0) referto | Germania | Canada Hockey Place |

| Vancouver 19 febbraio 2010, ore 12:00 UTC-8 | Bielorussia | 2 – 4 (0-2; 1-3) referto | Svezia | Canada Hockey Place |

| Vancouver 19 febbraio 2010, ore 21:00 UTC-8 | Finlandia | 5 – 0 (1-0; 3-0) referto | Germania | Canada Hockey Place |

| Vancouver 20 febbraio 2010, ore 21:00 UTC-8 | Germania | 3 – 5 (1-1; 1-2) referto | Bielorussia | Canada Hockey Place |

| Vancouver 21 febbraio 2010, ore 21:00 UTC-8 | Svezia | 3 – 0 (1-0; 3-0) referto | Finlandia | Canada Hockey Place |

## Second Round
| Rank | Team        | PG | Gr | Pt | DG  | GF | IIHF WR |
| ---- | ----------- | -- | -- | -- | --- | -- | ------- |
| 1D   | Stati Uniti | 3  | 1  | 9  | +9  | 14 | 5       |
| 2D   | Svezia      | 3  | 1  | 9  | +7  | 9  | 3       |
| 3D   | Russia      | 3  | 1  | 7  | +7  | 13 | 1       |
| 4D   | Finlandia   | 3  | 2  | 6  | +6  | 10 | 4       |
| 5D   | Rep. Ceca   | 3  | 2  | 6  | +3  | 10 | 6       |
| 6D   | Canada      | 3  | 2  | 5  | +7  | 14 | 2       |
| 7D   | Slovacchia  | 3  | 3  | 5  | +5  | 9  | 9       |
| 8D   | Svizzera    | 3  | 3  | 3  | −2  | 8  | 7       |
| 9D   | Bielorussia | 3  | 3  | 3  | −4  | 8  | 8       |
| 10D  | Norvegia    | 3  | 4  | 1  | −14 | 5  | 11      |
| 11D  | Germania    | 3  | 4  | 0  | −9  | 3  | 12      |
| 12D  | Lettonia    | 3  | 4  | 0  | −15 | 4  | 10      |

|  | Playoff                  | Playoff                  |                          |                          | Quarti di finale         | Quarti di finale         |                          |                          | Semifinali      | Semifinali |  |  | Finale | Finale |
|  |                          |                          |                          |                          |                          |                          |                          |                          |                 |            |  |  |        |        |
|  |                          |                          |                          |                          | 24 febbraio 2010 - 12:00 |                          |                          |                          |                 |            |  |  |        |        |
|  | 23 febbraio 2010 - 12:00 |                          |                          |                          |                          |                          |                          |                          |                 |            |  |  |        |        |
|  | Stati Uniti              | 2                        |                          |                          |                          |                          |                          |                          |                 |            |  |  |        |        |
|  | Stati Uniti              | 2                        | Svizzera                 | 3                        | 26 febbraio 2010 - 12:00 | 26 febbraio 2010 - 12:00 |                          |                          |                 |            |  |  |        |        |
|  |                          | Svizzera                 | Svizzera                 | 3                        | 26 febbraio 2010 - 12:00 | 26 febbraio 2010 - 12:00 | 0                        |                          |                 |            |  |  |        |        |
|  | Bielorussia              | Svizzera                 | 2                        |                          | Stati Uniti              | 6                        | 0                        |                          |                 |            |  |  |        |        |
|  | Bielorussia              | 24 febbraio 2010 - 16:30 | 2                        |                          | Stati Uniti              | 6                        |                          |                          |                 |            |  |  |        |        |
|  | 23 febbraio 2010 - 16:30 | 23 febbraio 2010 - 16:30 |                          | Finlandia                | 1                        |                          |                          |                          |                 |            |  |  |        |        |
|  | 23 febbraio 2010 - 16:30 | 23 febbraio 2010 - 16:30 | Finlandia                | Finlandia                | 1                        | 2                        |                          |                          |                 |            |  |  |        |        |
|  | Rep. Ceca                | 3                        | Finlandia                |                          |                          | 2                        | 28 febbraio 2010 - 12:15 | 28 febbraio 2010 - 12:15 |                 |            |  |  |        |        |
|  | Rep. Ceca                | 3                        |                          | Rep. Ceca                | 0                        |                          | 28 febbraio 2010 - 12:15 | 28 febbraio 2010 - 12:15 |                 |            |  |  |        |        |
|  | Lettonia                 | 2                        |                          | Rep. Ceca                | 0                        | Stati Uniti              | 2                        |                          |                 |            |  |  |        |        |
|  | Lettonia                 | 2                        | 24 febbraio 2010 - 19:00 |                          |                          | Stati Uniti              | 2                        |                          |                 |            |  |  |        |        |
|  | 23 febbraio 2010 - 19:00 | 23 febbraio 2010 - 19:00 |                          | Canada                   | 3                        |                          |                          |                          |                 |            |  |  |        |        |
|  | 23 febbraio 2010 - 19:00 | 23 febbraio 2010 - 19:00 | Russia                   | Canada                   | 3                        | 3                        |                          |                          |                 |            |  |  |        |        |
|  | Canada                   | 8                        | Russia                   | 26 febbraio 2010 - 18:30 | 26 febbraio 2010 - 18:30 | 3                        |                          |                          |                 |            |  |  |        |        |
|  | Canada                   | 8                        |                          | 26 febbraio 2010 - 18:30 | 26 febbraio 2010 - 18:30 | Canada                   | 7                        |                          |                 |            |  |  |        |        |
|  | Germania                 | 2                        |                          | Canada                   | 3                        | Canada                   | 7                        | Finale 3º posto          | Finale 3º posto |            |  |  |        |        |
|  | Germania                 | 2                        | 24 febbraio 2010 - 21:00 | Canada                   | 3                        |                          |                          | Finale 3º posto          | Finale 3º posto |            |  |  |        |        |
|  | 23 febbraio 2010 - 21:00 | 23 febbraio 2010 - 21:00 |                          | Slovacchia               | 2                        |                          | 27 febbraio 2010 - 19:00 | 27 febbraio 2010 - 19:00 |                 |            |  |  |        |        |
|  | 23 febbraio 2010 - 21:00 | 23 febbraio 2010 - 21:00 | Svezia                   | Slovacchia               | 2                        | 3                        | 27 febbraio 2010 - 19:00 | 27 febbraio 2010 - 19:00 |                 |            |  |  |        |        |
|  | Slovacchia               | 4                        | Svezia                   |                          |                          | 3                        | Finlandia                | 5                        |                 |            |  |  |        |        |
|  | Slovacchia               | 4                        |                          | Slovacchia               | 4                        |                          | Finlandia                | 5                        |                 |            |  |  |        |        |
|  | Norvegia                 | 3                        |                          | Slovacchia               | 4                        | Slovacchia               | 3                        |                          |                 |            |  |  |        |        |
|  | Norvegia                 | 3                        |                          |                          |                          | Slovacchia               | 3                        |                          |                 |            |  |  |        |        |

## Play Off
| Vancouver 23 febbraio 2010, ore 12:00 UTC-8 | Svizzera | 3 – 2 SO (1-1; 2-2; 2-2; 2-2; 2/3-1/3) referto | Bielorussia | Canada Hockey Place |

| Vancouver 23 febbraio 2010, ore 16:30 UTC-8 | Canada | 8 – 2 (1-0; 4-1) referto | Germania | Canada Hockey Place |

| Vancouver 23 febbraio 2010, ore 19:00 UTC-8 | Rep. Ceca | 3 – 2 TS (2-0; 2-0; 2-2) referto | Lettonia | UBC Winter Sports Centre |

| Vancouver 23 febbraio 2010, ore 21:00 UTC-8 | Slovacchia | 4 – 3 (3-1; 3-3) referto | Norvegia | Canada Hockey Place |

## Quarti di finale
| Vancouver 24 febbraio 2010, ore 12:00 UTC-8 | Stati Uniti | 2 – 0 (0-0; 0-0) referto | Svizzera | Canada Hockey Place |

| Vancouver 24 febbraio 2010, ore 16:30 UTC-8 | Russia | 3 – 7 (1-4; 3-7) referto | Canada | Canada Hockey Place |

| Vancouver 24 febbraio 2010, ore 19:00 UTC-8 | Finlandia | 2 – 0 (0-0; 0-0) referto | Rep. Ceca | UBC Winter Sports Centre |

| Vancouver 24 febbraio 2010, ore 21:00 UTC-8 | Svezia | 3 – 4 (0-0; 2-3) referto | Slovacchia | Canada Hockey Place |

## Semifinali
| Vancouver 26 febbraio 2010, ore 12:00 UTC-8 | Stati Uniti | 6 – 1 (6-0; 6-1) referto | Finlandia | Canada Hockey Place |

| Vancouver 26 febbraio 2010, ore 18:30 UTC-8 | Canada | 3 – 2 (2-0; 3-0) referto | Slovacchia | Canada Hockey Place |

## Finale 3º-4º posto
| Vancouver 27 febbraio 2010, ore 19:00 UTC-8 | Finlandia | 5 – 3 (1-0; 1-3) referto | Slovacchia | Canada Hockey Place |

## Finale 1º-2º posto
| Vancouver 28 febbraio 2010, ore 12:15 UTC-8 | Stati Uniti | 2 – 3 (d.t.s.) (0-1; 1-2; 2-2) referto | Canada | Canada Hockey Place |

## Campione
| Campione Olimpico 2010 |
| ---------------------- |
| Canada                 |

## Classifica finale
| Rank | Team        |
| ---- | ----------- |
|      | Canada      |
|      | Stati Uniti |
|      | Finlandia   |
| 4    | Slovacchia  |
| 5    | Svezia      |
| 6    | Russia      |
| 7    | Rep. Ceca   |
| 8    | Svizzera    |
| 9    | Bielorussia |
| 10   | Norvegia    |
| 11   | Germania    |
| 12   | Lettonia    |